# Salzburgi főegyházmegye

## Története
A vidék első püspöke Salzburgi Szent Rupert, a bajorok apostola 696–715 között működött a területen. A székesegyházat Szent Virgil alapította (774). A salzburgi püspökséget Arno idején Nagy Károly kérésére Szent III. Leó pápa 798-ban érseki rangra emelte, így Arn lett Salzburg első érseke. A frank király Salzburgot bízta meg az Avar Birodalomtól újonnan meghódított volt Pannonia provincia északi részének – a jövendő szláv Alsó-pannoniai grófság – kereszténységre térítésével, az új érsekség ezért térítő püspököt küldhetett Pannoniába.  Az érsekek személyesen szenteltek templomokat a Balaton környékén. Ennek a munkának a 907-ben a magyarok vetettek véget, amikor Pozsonynál katasztrofális vereséget mértek a bajorokra, Theotmár salzburgi érsek is elesett a csatában.
Az érsekség már Nagy Károly idején kikerült a birodalmi tisztviselők fennhatósága alól (immunitás privilégiuma). 966-ban megkapta a vámszedés, pénzverés, vásártartás, és a világi bíráskodás jogát. II. Eberhard salzburgi érsek (1200–1246) hatalmas zárt birtoktestet alakított ki, ami 1322-ben önálló birodalmi tartománnyá vált, ahol az érsek rendelkezett minden világi hatalommal. A tartomány gazdagságát sóbányáinak köszönhette, a salzburgi dénár volt a középkor legfontosabb fizetőeszköze a Keleti-Alpok térségében. Az érsekek világi hatalma 1803-ig tartott (szekularizáció), majd 1815-ben megszűnt Salzburg önállósága, és Ausztria, illetve a Osztrák Császárság része lett.

## Szomszédos egyházmegyék
- Bolzano-Bressanonei egyházmegye (délnyugat)
- Innsbrucki egyházmegye (nyugat)
- München-Freisingi főegyházmegye (északnyugat)
- Linzi egyházmegye (északkelet)
- Graz-Seckaui egyházmegye (kelet)
- Gurki egyházmegye (délkelet)